# Рязанський державний обласний театр драми
Рязанський державний обласний театр драми (рос. Рязанский государственный областной театр драмы) — обласний державний драматичний театр у місті Рязані Російської Федерації; один з найстаріших російських провінційних театрів (заснований у 1787 році), нині головна театральна сцена й значний культурний осередок міста та області.

## Загальні дані та будівля театру
Рязанський державний обласний театр драми міститься у спеціально зведеній за СРСР типовій театральній будівлі в центрі Рязані і розташований за адресою:
пл. Театральна, буд. 7, м. Рязань—390023 (Рязанська область, Російська Федерація).
Сучасна будівля театру побудована в 1961 році за спеціальним проектом інституту «Гіпротеатр».
Глядацька зала розрахована на 706 місць. Параметри сцени — 18,0 (ширина) х 18,0 (глибина) х 16,0 (висота) метрів. 
Директор-розпорядник закладу — Гречко Семен Борисович, художній керівник театру — заслужений діяч мистецтв РФ, народний артист Росії Виноградова Жанна Володимирівна.

## З історії театру
Театр у Рязані був заснований у 1787 році за сприяння поета і державного діяча Г. Р. Державіна під назвою Оперний Дім. Утримувався державним коштом — за рахунок місцевого Наказу громадського піклування. 
У 1836 році був поставлений «Ревізор» М. Гоголя, в 1840 році на рязанській сцені вперше на провінційній сцені в Росії з'явився «Гамлет» В. Шекспіра, головну роль в якому виконував трагік П. С. Аксаков. 
У 1862 році побудовано кам'яну театральну будівлю. 
У 1874—75 роках помічником режисера в рязанському театрі служив В. А. Гіляровський. 
У Рязань приїжджали А. І. Южин, М. Н. Єрмолова, А. А. Яблочкіна, П. М. Орленев, К. С. Станіславський, Ф. І. Шаляпін. 
У 1919 році заклад почав називатися Рязанський радянський театр, перший спектакль перейменованого театру — «Вороги» за п'єсою М. Горького. 
1937 року перетворений в обласний театр. У цей період тут працювала актриса Московського Камерного театру А. Л. Міклашевська. 
Під час Німецько-радянської війни у 1941 році Рязанський обласний театр був евакуйований до міста Бузулука (Оренбурзька область). 
У 1948—53 роках колективом театру керував А. І. Канін, поставив тут майже всі п'єси М. Горького і удостоєний в 1951 році Сталінської премії. 
Від 1951 до 1954 року в театрі працював А. В. Ефрос. 
У 1960—70-і роки в спектаклях Рязанського драматичного театру брали участь народні артисти СРСР Олексій Грибов, Тетяна Пельтцер, Микола Черкасов, Еліна Бистрицька, Інокентій Смоктуновський.
У 1970—87роках головним режисером Рязанського драмтеатру працював М. С. Вознесенський.
Починаючи від 1994 року Рязанський театр драми очолює народна артистка Росії Жанна Володимирівна Виноградова.

## Репертуар
Найяскравіші постановки останніх років (також і в чинному репертуарі) Рязанського державного обласного театру драми:
- 1996 — «Кроткая» за Ф. Достоєвским, «Гибель Европы на Страстной площади» Миколи Ердмана, «Женитьба» М. В. Гоголя.
- 1997 — «Играющие на закате» за п'єсою А. Касони «Дерева помирають стоячи».
- 1998 — «Пиковая дама» за О. Пушкіним.
- 1998 — «Вас вызывает Таймыр» О. Галича.
- 2000 — «Игра любви и случая» П. Маріво, «Дядюшкин сон» за Ф. Достоєвським.
- 2001 — «Одна калория нежности» Г. Данаїлова.
- 2002 — «Женитьба Белугина» Александра О. М. Островського, Миколи Соловйова.
- 2003 — «Он, она и…» Р. Куні, «Вера, Надежда, Любовь» за п'єсою Олексія Арбузова «Будинок на околиці».
- 2004 — «Последние» Максима Горького, «Маскарад» Михайла Лермонтова.
- 2005 — «Соловьиная ночь» В. Єжова.
- 2006 — «Безымянная звезда» М. Себастіана, «Цилиндр» Е. де Філіппо, «Халам-Бунду» Ю. Полякова.
- 2007 — «Дикарка» О. М. Островського, Миколи Соловйова, «Дурочка» Лопе де Вега.

## Виноски
1. ↑  Постановление правительства Рязанской области № 105 от 24.04.2007
2. ↑  Рязанський державний обласний театр драми[недоступне посилання з липня 2019] на Енциклопедія «Театральная Россия» (електронна версія) [Архівовано 12 червня 2010 у Wayback Machine.] (рос.)
3. ↑  Театрально-концертні організації (Рязанської області) [Архівовано 23 квітня 2009 у Wayback Machine.] на Офіційний сайт Уряду Рязанської області [Архівовано 29 квітня 2007 у Wayback Machine.] (рос.)